# Поройка
Поройка (Пароец, Порой) — пересыхающая речка в Добровском, Лебедянском и Липецком районах Липецкой области, правый приток реки Мартынчик (бассейн Воронежа). Длина реки — 12 км. Площадь водосборного бассейна — 199 км².
Исток расположен севернее села Мокрого в дубовом лесу Мокром 1-м. У самого села Мокрого русло перегорожено прудом, участок речки ниже (восточнее) села Порой и вплоть до деревни Хорошевка носит характер суходола, ниже Хорошевки вновь появляется водоток, впадающий справа в реку Мартынчик, правый приток реки Воронеж.
Река Поройка известна с XVII века. Тогда на ней стояла Романовская мужская Поройская пустынь (монастырь). После образования пустыни появилось село Поройское (ныне Порой).
Происхождение гидронима топонимисты (В. А. Прохоров) связывают с глаголом рыть — разрывать, подмывать берега, что было возможно в более влажный период.
Код объекта в государственном водном реестре — 05010100512107000002764.